# Bythiospeum
Bythiospeum es un género de caracoles de agua dulce muy pequeños que poseen un opérculo. Son moluscos gasterópodos acuáticos de la familia Hydrobiidae.

## Especie
Las especies dentro del género Bythiospeum incluyen:
- Bythiospeum acicula
- Bythiospeum alpinum
- Bythiospeum anglesianum (Westerlund, 1890)
- Bythiospeum articense
- Bythiospeum bechevi (Georgiev & Glöer, 2013)
- Bythiospeum blihense (Glöer & Grego, 2015)
- Bythiospeum bourguignati
- Bythiospeum bressanum
- Bythiospeum bureschi (Un. J. Wagner, 1928)
- Bythiospeum cisterciensorum
- Bythiospeum copiosum (Angelov, 1972)
- Bythiospeum demattiai (Glöer & Pešić, 2014)
- Bythiospeum devetakium (Georgiev & Glöer, 2013)
- Bythiospeum diaphanum (Michaud, 1831)
- Bythiospeum dourdeni (Georgiev, 2012)
- Bythiospeum elseri
- Bythiospeum fernetense (Girardi, 2009)
- Bythiospeum garnieri
- Bythiospeum geyeri
- Bythiospeum gloriae (Rolán & Martínez-Ortí, 2003)
- Bythiospeum hrustovoense (Glöer & Grego, 2015)
- Bythiospeum jazzi (Georgiev & Glöer, 2013)
- Bythiospeum juliae (Georgiev & Glöer, 2015)
- Bythiospeum klemmi
- Bythiospeum kolevi (Georgiev, 2013)
- Bythiospeum maroskoi (Glöer & Grego, 2015)
- Bythiospeum michaelleae (Girardi, 2002)
- Bythiospeum montbrunense (Girardi & Bertrand, 2009)
- Bythiospeum nemausense (Callot-Girardi, 2012)
- Bythiospeum noricum
- Bythiospeum pandurskii Georgiev, 2012
- Bythiospeum pellucidum (Seckendorf, 1846)
- Bythiospeum petroedei (Glöer & Grego, 2015)
- Bythiospeum pfeifferi (Clessin, 1890)
- Bythiospeum plivense (Glöer & Grego, 2015)
- Bythiospeum quenstedti
- Bythiospeum reisalpense
- Bythiospeum sandbergeri
- Bythiospeum sarriansense (Girardi, 2009)
- Bythiospeum simovi (Georgiev, 2013)
- † Bythiospeum steinheimensis (Gottschick, 1921)
- Bythiospeum stoyanovi Georgiev, 2013
- Bythiospeum tschapecki
- Bythiospeum valqueyrasense (Girardi, 2015)
- Bythiospeum wiaaiglica (Un. Reischütz & P. Reischütz, 2006)